# Pako Seribe
Pako Seribe (* 7. April 1991 in Gaborone) ist ein botswanischer Sprinter über 200 und 400 Meter. Er vertrat sein Land bei zwei aufeinander folgenden Weltmeisterschaften, 2011 und 2013.
Seine persönlichen Bestzeiten liegen bei 20,17 s über 200 Meter (Molepolole, Botswana 2015) und 45,00 s über 400 Meter (Velenje, Slowenien 2015).